# Stazione meteorologica di Monticchio Bagni
La stazione meteorologica di Monticchio Bagni è la stazione meteorologica di riferimento relativa all'omonima località del territorio comunale di Rionero in Vulture.

## Coordinate geografiche
La stazione meteorologica è situata nell'Italia meridionale, in Basilicata, in provincia di Potenza, nel comune di Rionero in Vulture, in località Monticchio Bagni, a 480 metri s.l.m. e alle coordinate geografiche 40°57′N 15°35′E.

## Dati climatologici
Secondo i dati medi del trentennio 1961-1990, la temperatura media del mese più freddo, gennaio, si attesta a +4,4 °C, mentre quella del mese più caldo, agosto, è di +23,0 °C .
| Monticchio Bagni   | Mesi | Mesi | Mesi | Mesi | Mesi | Mesi | Mesi | Mesi | Mesi | Mesi | Mesi | Mesi | Stagioni | Stagioni | Stagioni | Stagioni | Anno |
| Monticchio Bagni   | Gen  | Feb  | Mar  | Apr  | Mag  | Giu  | Lug  | Ago  | Set  | Ott  | Nov  | Dic  | Inv      | Pri      | Est      | Aut      | Anno |
| ------------------ | ---- | ---- | ---- | ---- | ---- | ---- | ---- | ---- | ---- | ---- | ---- | ---- | -------- | -------- | -------- | -------- | ---- |
| T. max. media (°C) | 7,7  | 9,5  | 12,1 | 17,1 | 21,3 | 26,9 | 29,7 | 30,3 | 25,5 | 18,4 | 13,3 | 10,5 | 9,2      | 16,8     | 29,0     | 19,1     | 18,5 |
| T. min. media (°C) | 1,1  | 1,9  | 3,3  | 6,4  | 9,0  | 14,5 | 15,7 | 15,7 | 13,1 | 9,2  | 5,9  | 3,6  | 2,2      | 6,2      | 15,3     | 9,4      | 8,3  |